# Rhipipalloidea
Rhipipalloidea is een geslacht van vliesvleugeligen uit de familie Eucharitidae. De wetenschappelijke naam van dit geslacht is voor het eerst geldig gepubliceerd in 1934 door Girault.

## Soorten
Het geslacht Rhipipalloidea omvat de volgende soorten:
- Rhipipalloidea madangensis Maeyama, Machida & Terayama, 1999
- Rhipipalloidea mira Girault, 1934